# Pierre Monbeig
Pour les articles homonymes, voir Monbeig.
Pierre Monbeig, né le 15 septembre 1908 à Marissel (Oise) et mort le 22 septembre 1987 à Cavalaire (Var), est un géographe français, spécialiste de l'Amérique du Sud.

## Biographie

### Jeunesse et études
Après des études secondaires au lycée Montaigne puis au lycée Louis-le-Grand, il obtient une licence d'histoire et géographie en 1927, puis un DES de géographie en 1928 en Sorbonne. Il est reçu à l'agrégation de géographie l'année suivante.
Il part en Espagne, au sein de l'École des hautes études hispaniques en 1929-1930, pour commencer une thèse sur les îles Baléares, interrompue par les évènements politiques de l'époque. Il soutient finalement sa thèse en 1950 et obtient le prix de la Fondation nationale des sciences politiques.
Il se marie en 1930 avec une historienne, Juliette Janet. Le couple aura quatre enfants (Marianne, 1932, Jean-Paul, 1934, Catherine, 1937 et Laurent, 1943).

### Parcours professionnel
En 1931, Pierre Monbeig obtient un poste de professeur au lycée Malherbe de Caen. Il continue ses voyages d'étude en Méditerranée durant ses vacances mais doit interrompre sa thèse lorsqu'éclate la guerre d'Espagne.
Il accepte en 1935 une chaire de professeur de géographie physique et humaine à l'Université de São Paulo (USP) et s'installe au Brésil. Président de l'association des géographes brésiliens dès 1936, il participe à la fondation l'année suivante du Conselho Nacional de Geografia.
Pendant la Seconde Guerre mondiale, il reste en poste car réformé. Gaulliste, espionné par le consul de France à Sao Paulo Maurice Pierrotet, pétainiste convaincu, il est privé de salaire par le gouvernement de Vichy. Il reste en poste à l'USP jusqu'en 1946. Une chaire Pierre Monbeig existe à l'Université de Sao Paulo qui sanctionne son important apport à la géographie brésilienne contemporaine.
La réorganisation du CNRS après la guerre lui donne l'occasion de revenir en France comme attaché de recherche en 1947. Il reprend sa thèse et obtient un poste de chargé de cours à l'université de Strasbourg, sans quitter pour autant Paris. Il est enseignant à l'Institut d'études politiques de Paris.
Il entre au CNAM en 1952 comme professeur de géographie économique et fonde en 1957 l'IHEAL, avant d'être nommé en 1961 professeur en Sorbonne et directeur adjoint du département Sciences humaines au CNRS. En 1963, il reçoit le diplôme honoris causa à l'Université de São Paulo. Il est nommé directeur de recherche en 1972 et prend sa retraite en 1977.

## Œuvres de Pierre Monbeig
- (pt) Pierre Monbeig, Ensaios de geografia humana brasileira, Sao Paulo, Livraria Martins, 1940, 294 p.
- Pierre Monbeig, La Crise des sciences de l’homme, Rio de Janeiro, Casa do Estudante do Brasil, 1943, 64 p.
- Pierre Monbeig, Pionniers et planteurs de l’État de São Paulo, Paris, Librairie Armand Colin, 1952, 376 p.
- Pierre Monbeig, « La Croissance de la ville de São Paulo », Revue de géographie alpine,‎ 1953
- Pierre Monbeig, Le Brésil, Paris, PUF, coll. « Que sais-je? », 1954
- Pierre Monbeig, 1957 - Novos Estudos de Geografia Humana Brasileira, Sao Paulo, Difusão Européia do Livro, 1957, 248 p.
- (pt) Pierre Monbeig, 1984 - Pioneiros e fazendeiros de São Paulo, Sao Paulo, Editora Hucitec/ Polis, 1984, 392 p.